# برونو ايبيه
برونو ايبيه (بالإنجليزية: Bruno Ibeh)‏ هو لاعب كرة قدم نيجيري في مركز الوسط، ولد في 15 أبريل 1996 في أويري في نيجيريا. لعب مع مونتيفيديو سيتي توركي وناسيونال مونتيفيديو.

## وصلات خارجية
- برونو ايبيه على موقع قاعدة بيانات كرة القدم.إي يو (الإنجليزية)
- برونو ايبيه على موقع Soccerway.com (الإنجليزية)